# 레오니트 후르비치
레오니트 후르비치(폴란드어: Leonid Hurwicz, 1917년 8월 21일 ~ 2008년 6월 24일)는 미네소타 대학교의 석좌 교수이다. 폴란드계 미국인 경제학자이자 수학자였으며 게임 이론과 메커니즘 설계 분야의 연구로 유명했다. 인센티브 호환성의 개념을 창안하고 인센티브 호환 메커니즘 설계를 사용하여 원하는 결과를 달성할 수 있는 방법을 보여주었다. 메커니즘 설계에 대한 중요한 연구로 에릭 매스킨, 로저 마이어슨과 함께 2007년 노벨 경제학상을 수상했다. 후르비치는 90세의 나이로 노벨상을 받은 최고령 수상자 중 한 명이다.
폴란드에서 교육을 받고 자랐으며 1939년 히틀러가 폴란드를 침공한 후 미국에서 난민이 되었다. 1941년 MIT에서 폴 사무엘슨과 시카고 대학교에서 오스카 랭의 연구 조교로 일했다. 1942년부터 1946년까지 카울스 위원회의 연구원으로 일했다. 1946년에 그는 아이오와 주립 대학교의 경제학 부교수가 되었다. 1951년 미네소타 대학교에 들어가 1969년 리전트 경제학 교수가 되었고, 1989년에는 커티스 L. 칼슨 경제학 교수가 되었다. 2008년 사망 당시 미네소타 대학교 리전트 경제학 교수(명예)였다.
게임 이론의 가치를 인식한 최초의 경제학자 중 하나였으며 게임 이론 적용의 선구자였다. 오늘날 후르비치가 개발한 모델을 사용하여 개인과 기관, 시장 및 무역의 상호 작용을 분석하고 이해한다.

## 같이 보기
- 에릭 매스킨
- 로저 마이어슨